# Biral
Biral är ett underdistrikt i Bangladesh. Det ligger i den nordvästra delen av landet, 280 kilometer nordväst om huvudstaden Dhaka.
Trakten runt Biral består till största delen av jordbruksmark. Runt Biral är det mycket tätbefolkat, med 1 573 invånare per kvadratkilometer.